# Porte de Namur (métro de Bruxelles)
Porte de Namur (en néerlandais : Naamsepoort) est une station des lignes 2 et 6 du métro de Bruxelles située à Bruxelles, sur les communes de Bruxelles-ville et Ixelles.

## Situation
La station de métro est située sous la place de la Porte de Namur, dont le nom rappelle une porte des remparts aujourd'hui disparue, dans l'axe de la petite ceinture. Elle est sous-titrée Matongé sur la signalétique.
Elle est située entre les stations  Louise et Trône sur les lignes 2 et 6.

## Histoire
La station est inaugurée en 1970 et a été construite pour desservir deux lignes de métro ; elle a fait partie dans les années 1970 d'une ligne de prémétro. À la fin des années 1980, la ligne de prémétro a été transformée en un vrai métro et a été inaugurée le 2 octobre 1988.
Seule la ligne 2 est ouverte à son inauguration et le niveau supplémentaire est prévu pour une ligne future (reliant Dilbeek à Uccle par la place Anneessens et la porte de Namur) qui n’a toujours pas vu le jour.

## Service aux voyageurs

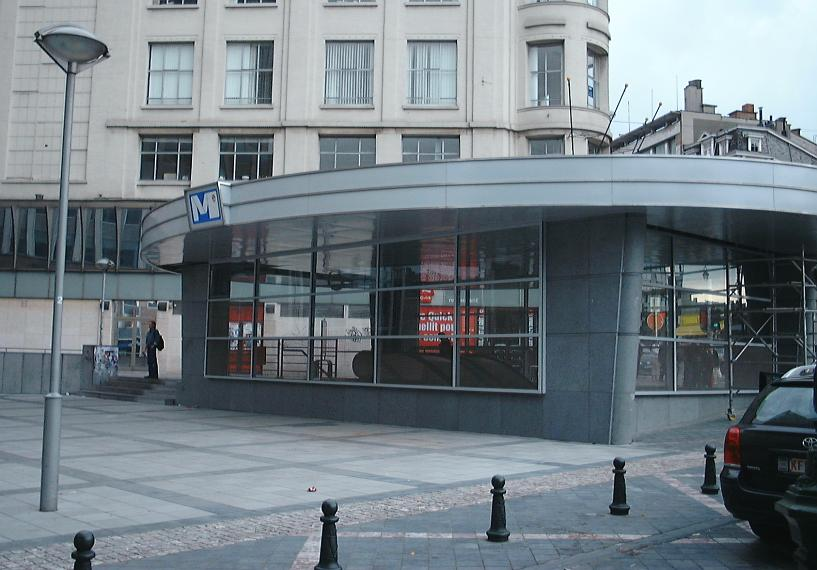
L'entrée sur le coin de la chaussée d'Ixelles et de la porte de Namur

### Accès
La station compte six accès :
- Accès nos 1 et 2 : situés côté sud de l'avenue de la Toison d'Or (accompagné d'un escalator pour le second) ;
- Accès nos 3 et 4 : situés rue de Namur (accompagnés d'un escalator chacun) ;
- Accès no 5 : situé rue du Champ de Mars ;
- Accès no 6 : situé square du bastion (accompagné d'un escalator).

### Quais
La station est de conception classique avec deux voies encadrées par deux quais latéraux.

### Intermodalité
La station est desservie par les lignes 33, 34, 54, 64, 71 et 80 des autobus de Bruxelles et, la nuit, par les lignes N06, N08 et N11 du réseau Noctis.

## Œuvres d'art
La station comporte quatre médaillons géants d'Octave Landuyt (né à Gand en 1922) « Het uiteindelijke Verkeer » (1979), représentant les stades de la vie : naissance, amour, âge adulte et mort.

## À proximité
- La Porte de Namur
- Quartier du Matongé
- Cinéma Vendôme
- Cinéma UGC Toison d'Or